# Kadungrembug
Kadungrembug is een bestuurslaag in het regentschap Lamongan van de provincie Oost-Java, Indonesië. Kadungrembug telt 2454 inwoners (volkstelling 2010).